# The Hunna
The Hunna és un grup de rock indie anglès de Watford, Hertfordshire, format el 2015. Els membres de la banda són el cantant/guitarrista Ryan (Tino) Potter, el guitarrista principal Daniel (Dan, BD) Dorney i el bateria Jack (IK) Metcalfe. La banda s'inspira en una àmplia gamma de fonts, incloses bandes com Kings Of Leon, Foals, The 1975, You Me at Six i Queen.

## Història

### Formació i inicis primerencs
Els membres Dan i Ryan es van conèixer mentre assistien a la mateixa universitat. Dan i Junate es coneixien des de feia diversos anys i van aprendre a tocar la guitarra junts. Finalment, van conèixer en Jack i més tard tots quatre van formar la banda junts. Segons la banda, el nom prové de l'ús del terme argot "'Hunna' en el llenguatge quotidià entre ells... Vam posar 'the' al davant i va acabar en 'The Hunna'. El nom també és el que realment som tots, donem el 100% en la nostra música i en les nostres vides estúpides". També citen una influència important del hip-hop per al nom de la banda. Van llançar el seu primer senzill "Bonfire" l'octubre de 2015.

### 2016-present
A principis del 2016 van llançar el seu segon senzill "We Could Be". The Hunna va actuar a Reading i Leeds Festival i Dot-to-Dot Festival i va actuar a la BBC Introducing Stage l'estiu de 2016. L'agost de 2016, The Hunna va llançar el seu àlbum debut de setze cançons 100, produït per Tim Larcombe i Duncan Mills. L'àlbum va debutar al 3r lloc de la llista d'àlbums del Regne Unit i el 13 a la llista oficial d'àlbums del Regne Unit. Als Estats Units, va assolir el lloc 36 al gràfic Heat Seekers. El senzill principal de l'àlbum, "You and Me" va arribar a la ràdio alternativa dels EUA, incloent-hi Sirius XM Alt Nation, Music Choice i va assolir el número 28 a les cançons alternatives dels EUA. The Hunna va fer una gira amb Jimmy Eat World a la tardor de 2016. Van encapçalar la gira Advanced Placement d'⁣Alt Nation a finals del 2016 amb Night Riots i The Shelters.
Després d'una gira '100' el gener de 2017, van encapçalar l'escenari del Festival Republic al festival Reading & Leeds el 2017, on van anunciar per primera vegada que estaven en procés d'escriure el seu segon àlbum Dare.

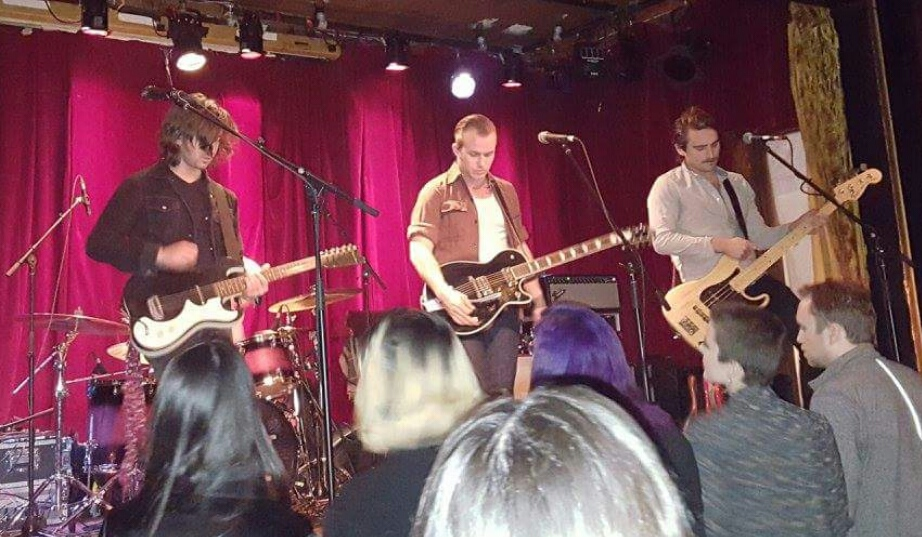
The Hunna actuant el 2016

Els Hunna van estar a l'alineació del Community Festival a Finsbury Park, Londres, l'1 de juliol de 2017.
Després del seu èxit a l'escenari del festival durant el 2017, van anunciar una segona gira '100', però aquesta vegada tocant al Regne Unit, Europa, Austràlia i EUA amb el suport de Night Riots and Coasts. Això va incloure dues nits a l'Acadèmia Brixton de Londres els dies 12 i 13 de gener de 2018, l'última de les quals es va esgotar, el que els va portar a ampliar aquestes dates a una gira completa del Regne Unit Headline al gener. També van tocar al festival All Points East a Victoria Park, Londres el juny de 2018.
El seu àlbum Dare es va publicar el 13 de juliol. La setmana del llançament, van fer espectacles íntims al país i arreu on van tocar el disc sencer. Els llocs inclouen KOKO a Londres i The Plug a Sheffield.
Poc després es va anunciar una altra gira, inclòs el seu espectacle de titular més gran que hauria d'haver tingut lloc a Alexandra Palace el 21 de novembre de 2018, però que es va cancel·lar a causa d'un canvi de segell discogràfic. La banda una setmana més tard va publicar una gira reprogramada pel Regne Unit i Europa, amb la data de l'Alexandra Palace canviada a una altra data a la Brixton Academy. El suport per a la nova gira va ser anunciat per Barns Courtney mitjançant una altra publicació d'Instagram.
Al llarg dels seus espectacles de capçalera del 2019 i les franges del festival, van tocar dues cançons noves "IGHTF" i "DGAF". La setmana que The Hunna va tocar l'escenari principal al Reading and Leeds Festival l'agost de 2019 la banda va llançar "IGHTF" com a senzill, sobre la sortida del seu antic segell discogràfic. També van tocar TRNSMT, al costat de Catfish and the Bottlemen i Bastille, on van tancar l'escenari Kings Tut. Parlant del seu debut amb TRNSMT, The Hunna va dir: "Estem molt honrats de tancar l'escenari King Tuts aquest any al festival TRNSMT! Recordem que vam posar el nostre nom a les escales del recinte amb algunes de les nostres bandes/artistes preferits i sentint-nos. Estem molt orgullosos de pujar a aquest escenari i ens veiem a tots!".
El 9 d'octubre de 2019, la banda va anunciar que havia començat a gravar el seu tercer àlbum d'estudi amb el productor John Feldmann. El 28 de febrer de 2020, van llançar el senzill "Cover You" que comptava amb Travis Barker i van anunciar el seu següent àlbum I'd Rather Die Than Let You In. L'1 de maig van llançar el senzill "Dark Times" (coescrit amb Josh Dun de Twenty One Pilots). Al juliol van publicar la cançó "I Wanna Know". El 2 d'octubre de 2020 es va estrenar I'd Rather Die Than Let You In. Al novembre, van llançar una nova versió de "Lost" amb OMB Peezy. El 16 de juliol de 2021 es va publicar l'edició de luxe de I'd Rather Die Than Let You In.

## Hard as Hell
El 10 de setembre, The Hunna va publicar a Instagram sobre un projecte secret en el qual havien estat treballant i va dir "Ves a seguir @hard.as.hell Aviat tot tindrà sentit. "Hard as Hell és una cosa en què hem estat treballant durant els últims 9 mesos, és una oportunitat que sempre hem somiat tenir i una cosa que "Són increïblement apassionats", va dir The Hunna sobre la seva pròxima col·lecció. "Tothom a la vida es llança amb boles corbes devastadores, aspres i punyents per sentir i superar i fot-ho és dur com l'infern. El nostre primer llançament es diu "One Hell of a Gory Story". Esperem que trobis la teva".
La col·lecció es va llançar el 14 d'octubre de 2019, amb una pel·lícula de moda de tres minuts.

## Discografia

### Àlbums d'estudi
| Títol                          | Detalls de l'àlbum                                                              | Posicions màximes dels gràfics | Certificacions |
| Títol                          | Detalls de l'àlbum                                                              | UK                             | Certificacions |
| ------------------------------ | ------------------------------------------------------------------------------- | ------------------------------ | -------------- |
| 100                            | - Publicació: 26 d'agost de 2016 - Segell: 300 Entertainment, High Time, Warner | 13                             | - BPI : Or     |
| Dare                           | - Publicació: 13 de juliol de 2018 - Etiqueta: High Time                        | 12                             |                |
| I'd Rather Die Than Let You In | - Publicat: 2 d'octubre de 2020 - Segell: LMW Records                           | 59                             |                |
| The Hunna                      | - Publicació: 28 d'octubre de 2022 - Segell: LMW Records                        | 30                             |                |

### Singles
| Títol                           | Curs | Certificacions | Àlbum                                   |
| ------------------------------- | ---- | -------------- | --------------------------------------- |
| "Bonfire"                       | 2015 | - BPI: Or      | 100                                     |
| "She's Casual"                  | 2016 | - BPI: platí   | 100                                     |
| "You & Me"                      | 2016 |                | 100                                     |
| "Summer"                        | 2017 |                | Dare                                    |
| "Dare"                          | 2017 |                | Dare                                    |
| "Flickin' Your Hair"            | 2018 |                | Dare                                    |
| "Y.D.W.I.W.M"                   | 2018 |                | Dare                                    |
| "NY to LA"                      | 2018 |                | Dare                                    |
| "IGHTF"                         | 2019 |                | (single sense àlbum)                    |
| "Cover You" (amb Travis Barker) | 2020 |                | I'd Rather Die Than Let You In          |
| "Dark Times" (amb Josh Dun)     | 2020 |                | I'd Rather Die Than Let You In          |
| "Bad Place"                     | 2021 |                | I'd Rather Die Than Let You In (Deluxe) |
| "Trash"                         | 2022 |                | The Hunna                               |
| "Fugazi"                        | 2022 |                | The Hunna                               |